# Wolfgang Seibel (Verwaltungswissenschaftler)
Wolfgang Seibel (* 29. November 1953 in Barsinghausen bei Hannover) ist ein deutscher Verwaltungswissenschaftler.

## Leben
Seibel studierte an der Universität Marburg Politikwissenschaft, Deutsche Literaturwissenschaft und Sprachwissenschaft. Nach dem Staatsexamen 1977 absolvierte er das Masterprogramm der Verwaltungshochschule Speyer. Ab 1979 war er in Kassel tätig, an der dortigen Universität wurde er 1982 promoviert und 1988 habilitiert.
Von 1990 bis zu seiner Emeritierung 2022 war er Inhaber des Lehrstuhls für öffentliche Verwaltung an der Universität Konstanz.
Er hatte mehrfach Gastprofessuren inne wie 1992 an der Universität Wien und 1994 an der University of California, Berkeley. Wegen seiner Forschung zum Holocaust wurde er mehrfach zu Forschungsaufenthalten nach Princeton eingeladen. Für das akademische Jahr 2002 bis 2003 wurde er zum Mitglied der School of Historical Studies des Institute for Advanced Study in Princeton gewählt. 2004 bis 2005 war er Fellow am Wissenschaftskolleg zu Berlin. Seit 2005 ist Seibel zudem Adjunct Professor an der Hertie School of Governance in Berlin.
Wolfgang Seibel ist verheiratet und hat drei Kinder.

## Wirken
Seibels Forschungsschwerpunkte sind der Holocaust und die Polykratie in Westeuropa in den Jahren 1940 bis 1944, gefördert durch die Volkswagenstiftung und die Fondation pour la Mémoire de la Shoah, die Individualisierung und die Handlungslogik der Verfolgung, insbesondere die Differenzierung von Verfolgungsnetzwerken des Holocaust in Belgien in den Jahren 1940–1944, gefördert durch die Deutsche Forschungsgemeinschaft (DFG), und die Opfer der Neuen Weltordnung mit Untersuchung der politischen Konstruktion von Erfolg und Scheitern Internationaler Interimsverwaltungen, ebenfalls gefördert durch die DFG.
Seibel ist Mit-Herausgeber wichtiger nationaler und internationaler Publikationen wie Public Administration Review, Journal of Civil Society und Politische Vierteljahresschrift.
Er ist seit 1979 Mitglied der Deutschen Vereinigung für Politische Wissenschaft und war dort von 1989 bis 1995 Chef der Sektion Staatslehre und Politische Verwaltung. Seit 1999 ist er Mitglied der American Political Science Association (APSA). 2009 wurde er ordentliches Mitglied der Heidelberger Akademie der Wissenschaften.

## Publikationen
- Theorieentwicklung in der Politikwissenschaft, eine Zwischenbilanz. Baden-Baden, Nomos 1997, ISBN 3-7890-4636-1, zusammen mit Arthur Benz.
- Der Dritte Sektor in Deutschland. Edition Sigma 1997, ISBN 3-89404-175-7, zusammen mit Helmut K. Anheier, Eckhard Priller.
- Verwaltungsaufbau in den neuen Bundesländern. Zur kommunikativen Logik staatlicher Institutionenbildung. Edition Sigma 2001, ISBN 3-89404-755-0, zusammen mit Stephanie Reulen.
- Verwaltete Illusionen. Die Privatisierung der DDR-Wirtschaft durch die Treuhandanstalt und ihre Nachfolger 1990–2000. Campus Verlag 2005, ISBN 3-593-37979-1, zusammen mit Hartmut Maaßen, Arndt Oschmann, Jörg Raab.
- Deutschland Ost – Deutschland West (Die „Treuhand“ als „Winkelried“). (online bei buergerimstaat.de)
- Macht und Moral. Die „Endlösung der Judenfrage“ in Frankreich. Wilhelm Fink Verlag / Konstanz University Press 2010, ISBN 978-3-86253-003-8. Überarbeitete US-amerikanische Ausgabe: Persecution and Rescue: The Politics of the 'Final Solution' in France, 1940–1944. Ins Englische übertragen von Ciaran Cronin. The University of Michigan Press, Ann Arbor 2016, ISBN 978-0-472-11860-1.
- Verwaltung verstehen: eine theoriegeschichtliche Einführung. Suhrkamp, Berlin 2016, ISBN 978-3-518-29800-8.
- Verwaltungsdesaster. Von der Loveparade bis hin zu den NSU-Ermittlungen. Campus Verlag, Frankfurt am Main 2017, ISBN 978-3-593-50787-3, zusammen mit Kevin Klamann und Hannah Treis.